# Bataille de Négapatam (1746)
Pour les articles homonymes, voir Bataille de Négapatam.
Guerre de Succession d'Autriche
Batailles
- Négapatam (1746)
- Madras (1746)
- Adyar (1746)
- Gondelour (1748)
- Pondichéry (1748)

La bataille de Négapatam est une bataille navale livrée le 6 juillet 1746, dans l'océan Indien, lors de la guerre de Succession d'Autriche (1740-1748). La France et l'Angleterre s'y disputent le contrôle des eaux de la côte de Coromandel où se trouvent deux de leurs principaux comptoirs, Pondichéry et Madras. Le combat est indécis, mais se transforme en victoire française avec la retraite de l'escadre d'Edward Peyton. Son adversaire, La Bourdonnais, peut ainsi en profiter pour débarquer ses renforts et s'emparer du comptoir rival de Madras, offrant ainsi la victoire à la France en Inde pour quelques années.

## Le contexte en Inde pendant la guerre de Succession d'Autriche et les forces en présence
Les positions françaises en Inde sont défendues par Dupleix, qui est gouverneur général depuis 1741. Soucieux de préserver la prospérité de la Compagnie française des Indes orientales, Dupleix a signé une convention de neutralité avec la Compagnie anglaise et néerlandaise. On ne craint rien du côté des Néerlandais car ceux-ci, bien qu'alliés des Anglais, n'ont pas de vaisseaux de guerre dans la région. Mais la parole du gouverneur de Madras n'engage pas la Royal Navy qui saisit des navires français sur la côte de Sumatra, ce qui provoque le déclenchement des hostilités. Dupleix dispose d'une force armée terrestre pour faire face aux entreprises anglaises contre Pondichéry, mais n'a pas de navires. Il reçoit le soutien de La Bourdonnais, gouverneur de l'île-de-France, qui arme une petite escadre depuis la base principale de la Compagnie dans l'océan Indien et embarque des troupes de renfort.
La Bourdonnais dispose de 9 bâtiments. C'est un excellent marin, mais sa situation est cependant délicate car un seul de ses vaisseaux, l’Achille (70 canons) est un véritable navire de guerre. Les 8 autres sont des vaisseaux de la Compagnie des Indes qui sont tous armées en flûte, c'est-à-dire qu’ils ne portent qu’une partie de leur artillerie, celle des ponts supérieurs équipés des plus petits calibres. Ces navires sont le Bourbon, de 42 sabords mais armé seulement à 34 canons, le Phénix, de 44 mais armé seulement à 38, le Neptune de 36 armé à 30, le Saint-Louis, de 36 armé à 26, le Lys, de 36 armé à 24, le Duc d’Orléans, de 36 armé à 24, la Renommée, de 28 armé à 24 et l’Insulaire, de 30 armé à 20, soit un total de 290 canons. Sachant qu'un navire portant moins de 50 canons est traditionnellement classé dans la catégorie des frégates, on peut aussi dire que La Bourdonnais dispose au mieux, en puissance de feu, d'un vaisseau de ligne et de 8 frégates. Ce déficit en artillerie est dû aux longues années de paix entre la France et l'Angleterre de 1713 à 1744. Le temps passant, la Compagnie française des Indes a de moins en moins armé ses navires pour faire plus de place aux marchandises. Faute de mieux, La Bourdonnais embarque de nombreux canons factices dans le but d'impressionner l’adversaire.
En face, le commandement est assuré par Edward Peyton, qui vient juste d'entrer en fonction. Il a sous ses ordres une division de 6 navires qui portent tout leur armement. En tête se place le HMS Medway, vaisseau-amiral de 60 canons, puis le Preston (50 canons), le Harwich (50) et le Winchester (50). Les deux dernières unités sont du niveau de la frégate, avec le Medway’s Prize (40) et le Lively (20), soit un total de 270 canons. Le décompte des bouches à feu donne un léger avantage de 20 canons pour La Bourdonnais, mais celui-ci est largement annulé par le fait qu’il s’agit de calibres très inférieurs. La plupart des navires, armés en flûte, ne portent que du calibre de 8 ou 12 livres, alors que les vaisseaux anglais embarquent des pièces de 24 livres. La division de Peyton dispose donc d’une puissance de feu supérieure à celle de La Bourdonnais d’autant que la portée des pièces de gros calibre est supérieure à celle des petites pièces. À cela s’ajoute la différence d’entrainement. Celui-ci est toujours très supérieur sur un vaisseau de ligne à ce qu’on trouve sur un navire de la Compagnie des Indes, même porteur d’une grosse artillerie. L’armement des navires de la Compagnie ne sert normalement qu’à se protéger des corsaires (ou des pirates), à impressionner les princes indigènes, et à repousser les navires concurrents des autres compagnies. La Bourdonnais, qui a armé en toute hâte avec des moyens de fortune sa petite escadre ne part donc pas favori dans cette confrontation, même s'il déploie de gros efforts pour entrainer continuellement ses équipages.

## Victoire française après une bataille indécise

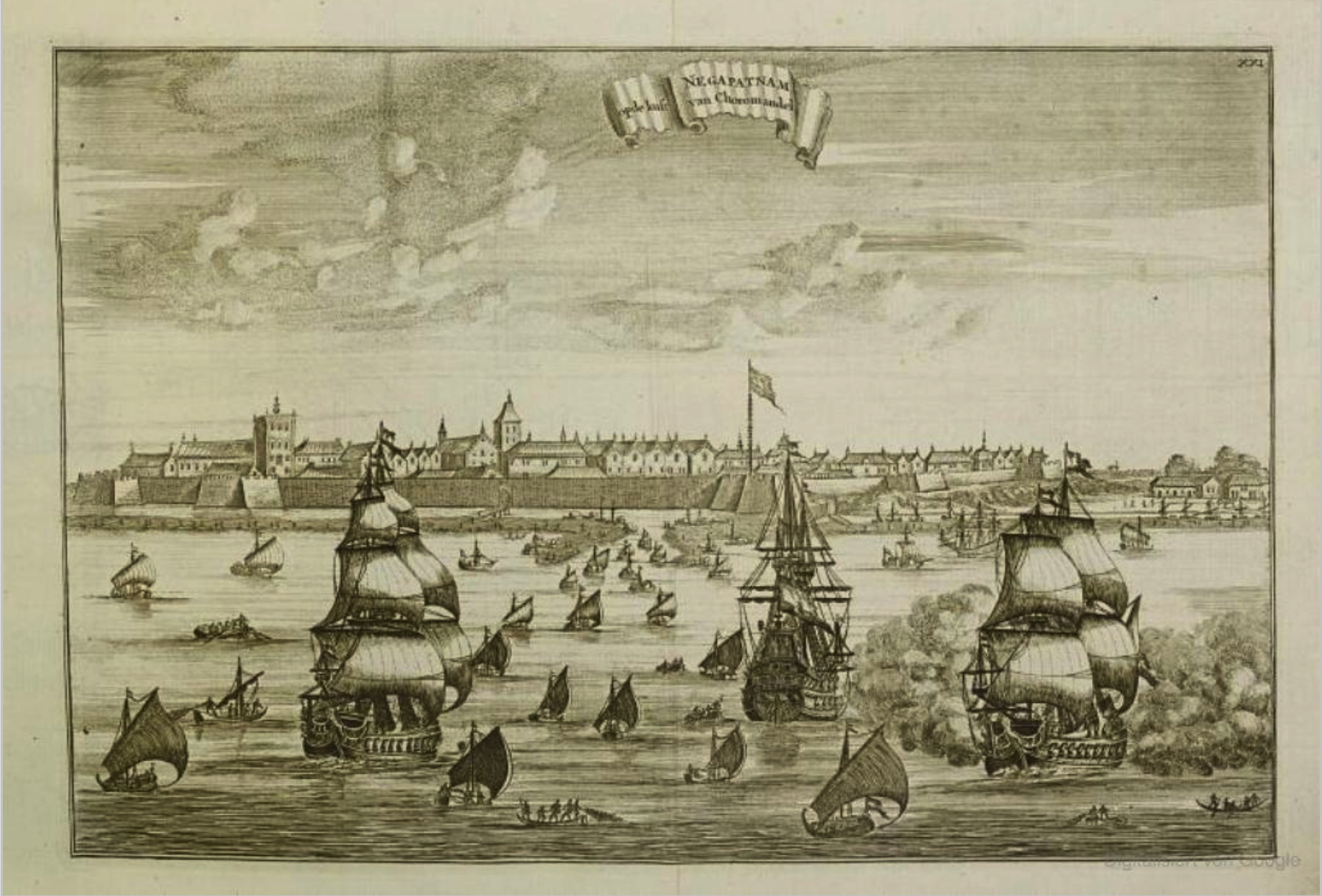
Négapatam est un comptoir néerlandais de la côte de Coromandel au large duquel se rencontrent les deux flottes.

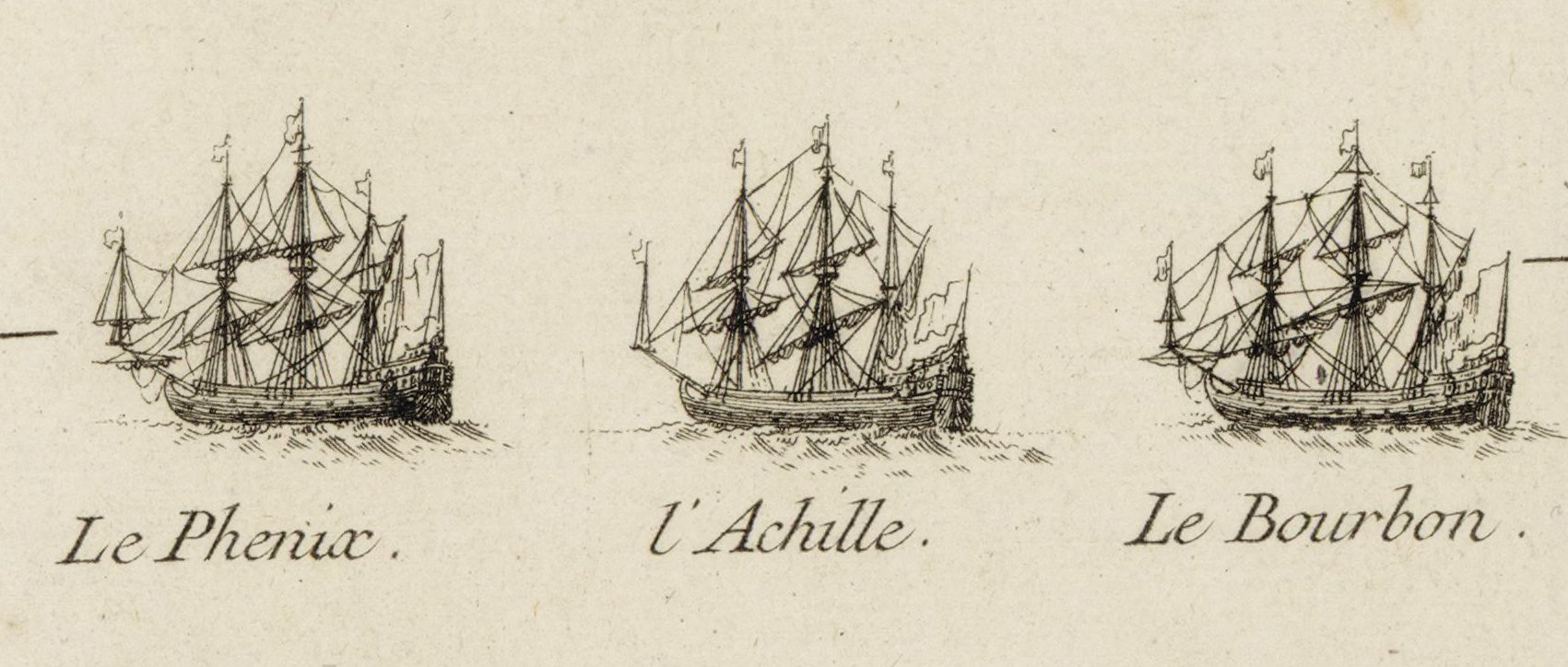
Trois des bâtiments de l'escadre de La Bourdonnais, dont le vaisseau-amiral, l’Achille.

Le 6 juillet au matin, les deux forces sont en vue l’une de l’autre au large du comptoir néerlandais de Négapatam. Peyton dispose de l’avantage du vent et va le garder jusqu’à la fin de l’engagement. Le chef anglais connaît les déficiences en artillerie des vaisseaux français, mais craint que La Bourdonnais, qui a pour seul avantage de disposer de beaucoup plus d’hommes que lui (à peu près 3 400 contre 1 660, puisqu'il porte des renforts pour Pondichéry), ne cherche à en profiter pour prendre les vaisseaux anglais à l’abordage en faisant fi de leur supériorité en artillerie. Peyton, chef extrêmement prudent par ailleurs, s’approche lentement et s’emploie à rester à distance de sécurité pour canonner les navires français qui semblent en position de faiblesse avec leur plus faible artillerie.
La bataille, qui se réduit à un duel d'artillerie, commence tard dans l’après-midi, vers 16 h 30. Cinq vaisseaux français participent réellement au combat, les autres n'ayant pu entrer en ligne. Les tirs se concentrent sur les agrès pour tenter de paralyser l'adversaire. Trois navires subissent rapidement de graves avaries, dont l’Insulaire qui démâte complètement. La Bourdonnais, sur l’Achille (70), se détache pour engager le combat au plus près et couvrir la retraite des autres bâtiments. Le vaisseau amiral polarise pendant un long moment tout le feu anglais, ce qui sauve probablement la division navale de la dislocation. Le combat, finalement indécis, cesse à la nuit tombante. Un vaisseau anglais a été sévèrement endommagé par les tirs de l’Achille. L’officier qui commande l’artillerie, M. de Rostaing, nous a laissé un récit qui livre la clé du succès du navire français presque seul face à l’escadre adverse : « Toute mon artillerie était garnie de platines de fusil appliquées à côté de la lumière, par le moyen desquelles et d’un bout de ligne attaché à la gâchette que le pointeur tirait à propos lorsque le mouvement du navire mettait la pièce vis-à-vis de l’objet, on faisait partir le feu aussi promptement que le coup d’œil. Cette invention, dont M. de La Bourdonnais a renouvelé l’usage, n’a pas peu contribué à la vivacité de notre feu ; aussi Peyton nous a-t-il rendu le justice de convenir que, quoique vieux guerrier, il n’en avait jamais vu de pareil à celui qui était sorti de l’Achille. » Les Français comptent 27 morts et 53 blessés, contre 14 morts et 46 blessés pour les Anglais. Ces faibles pertes montrent que la canonnade, bien qu'intense, est restée relativement lointaine.
Les deux flottes se retrouvent le lendemain matin, toujours en ligne de bataille, les Anglais ayant encore l’avantage du vent. On s'observe attentivement, mais le combat ne reprend pas. Peyton, à l'issue d'un conseil de guerre, décide de retraiter vers Ceylan pour réparer, abandonnant ainsi les eaux de Madras qu'il est censé protéger. La Bourdonnais tente un instant de le poursuivre, mais ses forces, qui sortent de deux mois de navigation depuis l’Isle de France n’ont plus guère de vivres et il reste peu de munitions. On risque aussi de tomber sous le vent de Pondichéry et d’avoir toutes les peines du monde à y revenir. C’est cependant une victoire française car les eaux de la côte de Coromandel sont dégagées, ce qui permet à La Bourdonnais d'arriver à Pondichéry le 8 juillet au soir après avoir pris en remorque l’Insulaire. Il y débarque les renforts, du matériel de guerre et 5 300 000 livres.

## La prise de Madras, gain décisif de la bataille
Le 4 août, La Bourdonnais remet à la voile pour rechercher Peyton. L’escadre fait relâche dans le port de Negapatam, où l’accueil des Néerlandais, alliés traditionnels des Anglais, est plus que tiède. La Bourdonnais obtient cependant la promesse de ravitaillement pour ses navires. Le 19 août, alors que La Bourdonnais est reçu par le gouverneur, on signale des voiles à l’horizon. Il s'agit de Peyton qui tente de revenir en louvoyant depuis le sud. La Bourdonnais rembarque aussitôt et fait voile vers le secteur. Il tente une ruse de corsaire en arborant le pavillon néerlandais, mais Peyton ne se laisse pas berner et décide de décrocher. Le signal est fait de donner la chasse, mais seul l’Achille est un bon voilier, les autres n'étant que « des coffres chargés de monde et de canons. » Il faut donc renoncer, « faute d'avoir des vaisseaux fait pour la guerre. » La Bourdonnais reste encore 48 heures dans les environs de Negapatam. En vain. Peyton a définitivement quitté la région pour aller se mettre à l'abri à Ceylan, dans la base néerlandaise de Trinquemalay. Cet abandon du champ de bataille, sévèrement jugé par les historiens anglais, va provoquer la chute de Peyton. Désavoué par la Compagnie anglaise des Indes, il est arrêté par son successeur, Thomas Griffin, et renvoyé en Angleterre. Aucune charge ne sera retenue contre lui, mais il n'exercera plus de commandement et mourra en 1749, en homme brisé. Le combat indécis de Négapatam et la fuite de Peyton se transforment donc en importante victoire française : non seulement Pondichéry est protégée, mais La Bourdonnais se retrouve maître du golfe du Bengale et en position d'attaquer Madras.
Le chef français ne veut pas laisser passer l'occasion et prépare activement l'opération. Le 14 septembre, il lève l’ancre avec les troupes et le matériel de siège et arrive le jour même dans les eaux de Madras. Le débarquement se passe sans encombre et les travaux d’investissement de la place débutent sur le champ. Le 18, le bombardement commence. La ville, pourvue d'une artillerie obsolète et d'une maigre garnison — démoralisée par la retraite de Peyton — capitule le 21 septembre 1746. C'est un coup terrible porté à la prospérité du commerce anglais dans le secteur, même si la victoire est en partie gâchée par la violente dispute qui oppose les chefs français au sujet du sort à réserver au comptoir capturé. Dupleix veut conserver la place, alors que La Bourdonnais désire la rendre contre rançon. Une polémique qui révèle deux visions de l'expansion coloniale, comme l'analyse Philippe Haudrère, spécialiste de la Compagnie française des Indes : « Le Gouverneur de Pondichéry (Dupleix) est, tout autant que celui des îles (La Bourdonnais), un aventurier et un commerçant, mais sa conception est celle d'un terrien. Il conçoit l'expansion coloniale comme le contrôle d'un territoire, de routes terrestres, alors que pour La Bourdonnais, il faut d'abord dominer la mer, moyen essentiel de communication, en s'appuyant sur des bases bien équipées (…) Ce sont deux conceptions du commerce, de la colonisation, de la maîtrise de l'Europe sur le monde qui s'opposent. » Dupleix a finalement le dernier mot : la place, qu'il a fait raser en partie, reste entre ses mains. Exaspéré, La Bourdonnais décide de rentrer sur l'Isle-de-France alors qu'un cyclone tropical détruit à l'ancre une partie de son escadre. À son arrivée, il trouve l'ordre de rentrer en Europe, Versailles ayant donné raison à Dupleix alors que le détail de la dispute n'y est pas encore connu.
Le gouvernement britannique, humilié par cette défaite, envoie une escadre de 6 vaisseaux de ligne, deux galiotes à bombes et une vingtaine de transports embarquant 4 000 hommes de troupe pour reprendre la place. En vain. Cette force, qui avait quitté l'Angleterre le 28 novembre 1747, tente brièvement de s'emparer de l’île-de-France (juillet 1748), puis fait sans succès le siège de Pondichéry (30 août-6 octobre). La place, malgré un intense bombardement, est défendue avec brio par Dupleix alors qu'il n'a plus de soutien naval. Madras servira de monnaie d'échange avec Louisbourg pendant les négociations de paix à Aix-la-Chapelle. La bataille de Négapatam jette donc les bases d'une complète victoire française en Inde pendant la guerre de Succession d'Autriche. Elle a coûté cher à la Compagnie des Indes qui a assuré l'essentiel du coût des opérations, mais place celle-ci, sous la férule de Dupleix, dans une meilleure position que sa rivale anglaise pour faire prospérer ses affaires au retour de la paix en 1748. Une prospérité et une expansion territoriale qui seront cependant brisées par le conflit suivant, mais que rien ne laisse présager en 1746-1748 et qui explique pourquoi cette bataille est ensuite tombée dans l'oubli.

## Les navires engagés
| Escadre sous le commandement de Bertrand-François Mahé de La Bourdonnais - Achille, 72, d'Obry - Bourbon, 44, de Selle - Phénix, 44, de la Chaisse - Lys, 40, de Dezert - Neptune, 40, de Porte Bûrés - Saint-Louis, 36, de Pellon - Duc d'Orléans, 36, de Champlais - Insulaire, 30, de la Baume - Renommée, 30, de Gatinaire |  | Escadre sous le commandement d'Edward Peyton - HMS Medway (en), 64 canons - HMS Preston, 64 - HMS Harwich, 54 - HMS Winchester, 54 - HMS Medway's Prize, 46 |

## Galerie

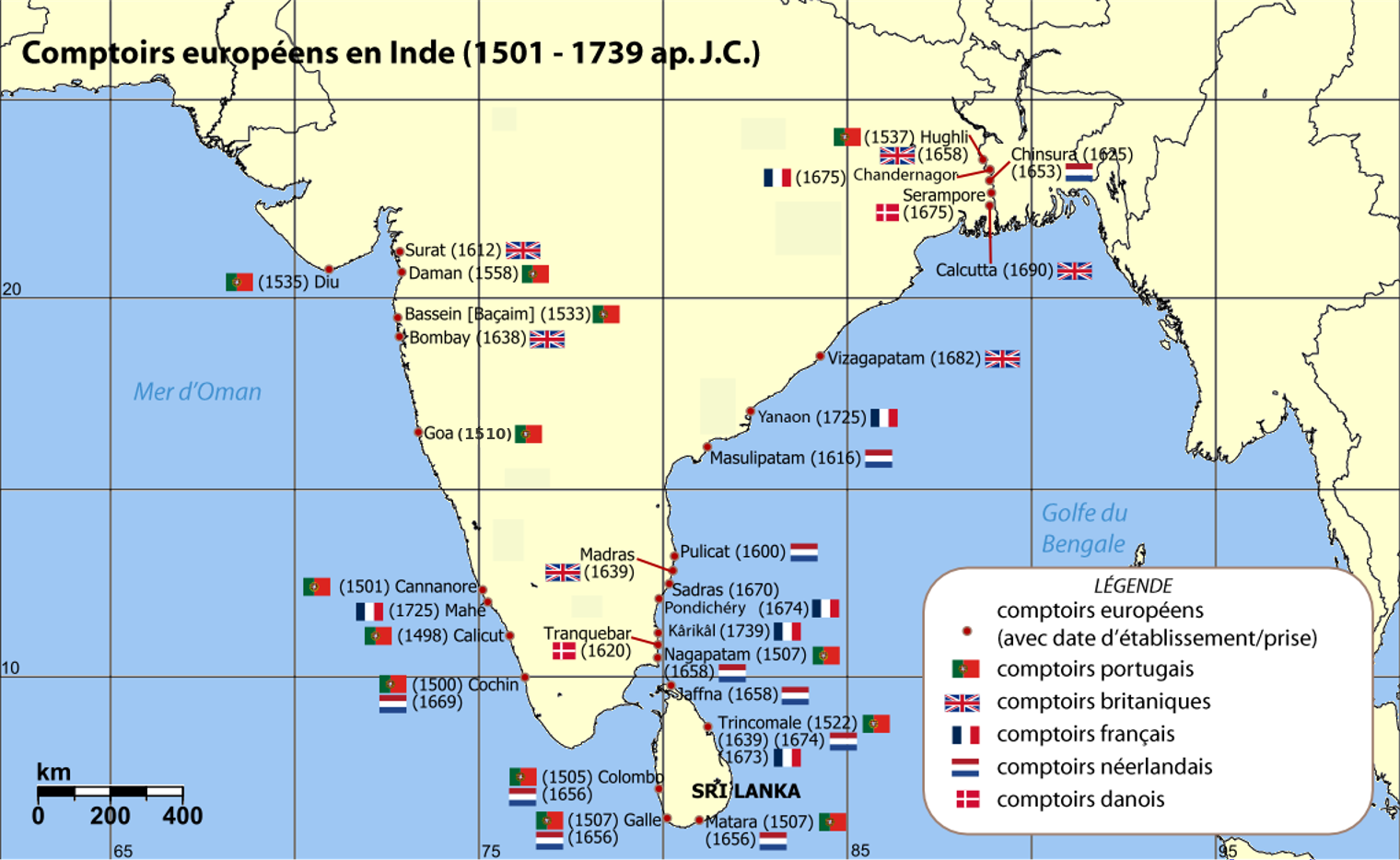
Carte de l'Inde avec tous les comptoirs européens vers 1740, permettant de situer Pondichéry et Madras pendant la guerre de Succession d'Autriche.
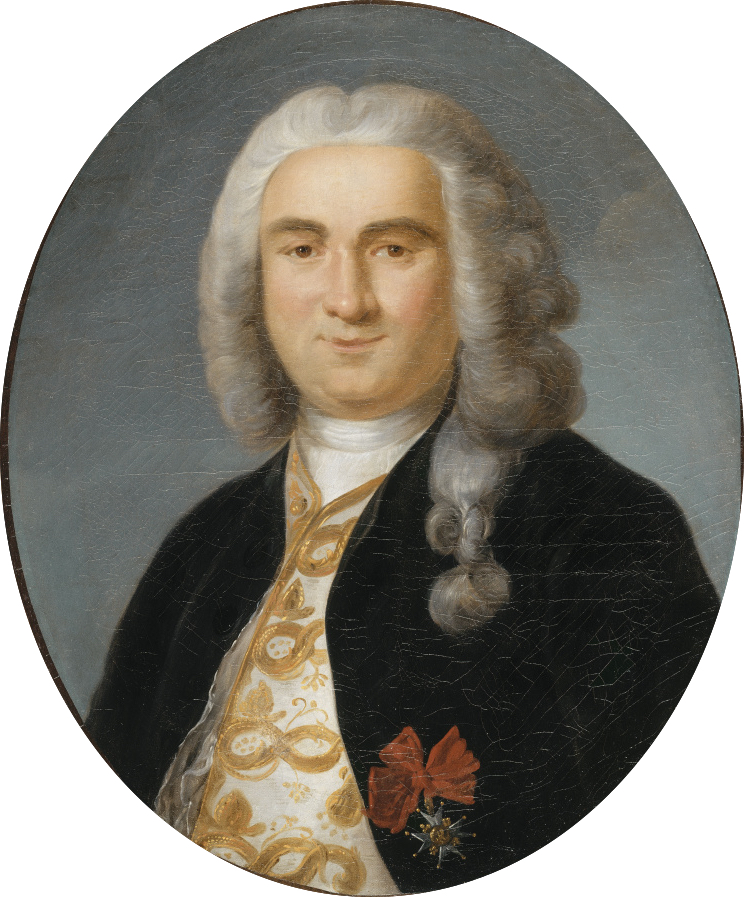
La Bourdonnais est un bon marin mais ne dispose en 1746 que d'une petite flotte hétéroclite pour faire face aux vaisseaux de guerre de Peyton.
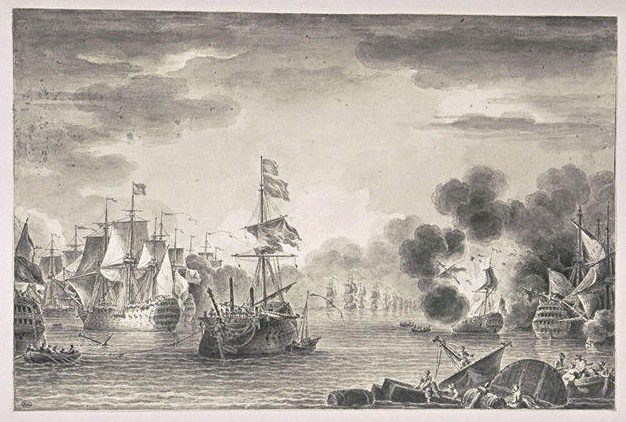
La bataille livrée au large de Négapatam est longtemps indécise mais se termine par une victoire française avec la retraite des vaisseaux de la Navy.
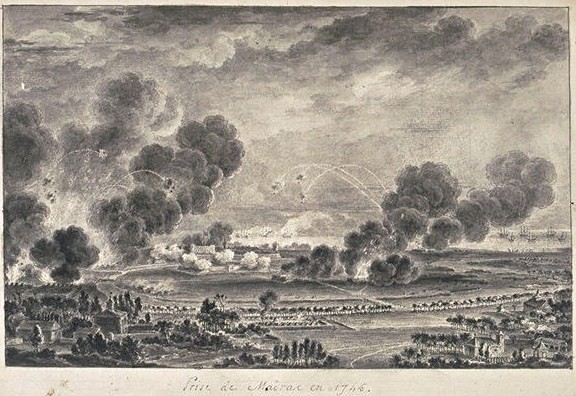
La victoire donne aux Français la maîtrise des eaux de la côte de Coromandel et permet à La Bourdonnais de mettre le siège devant Madras.
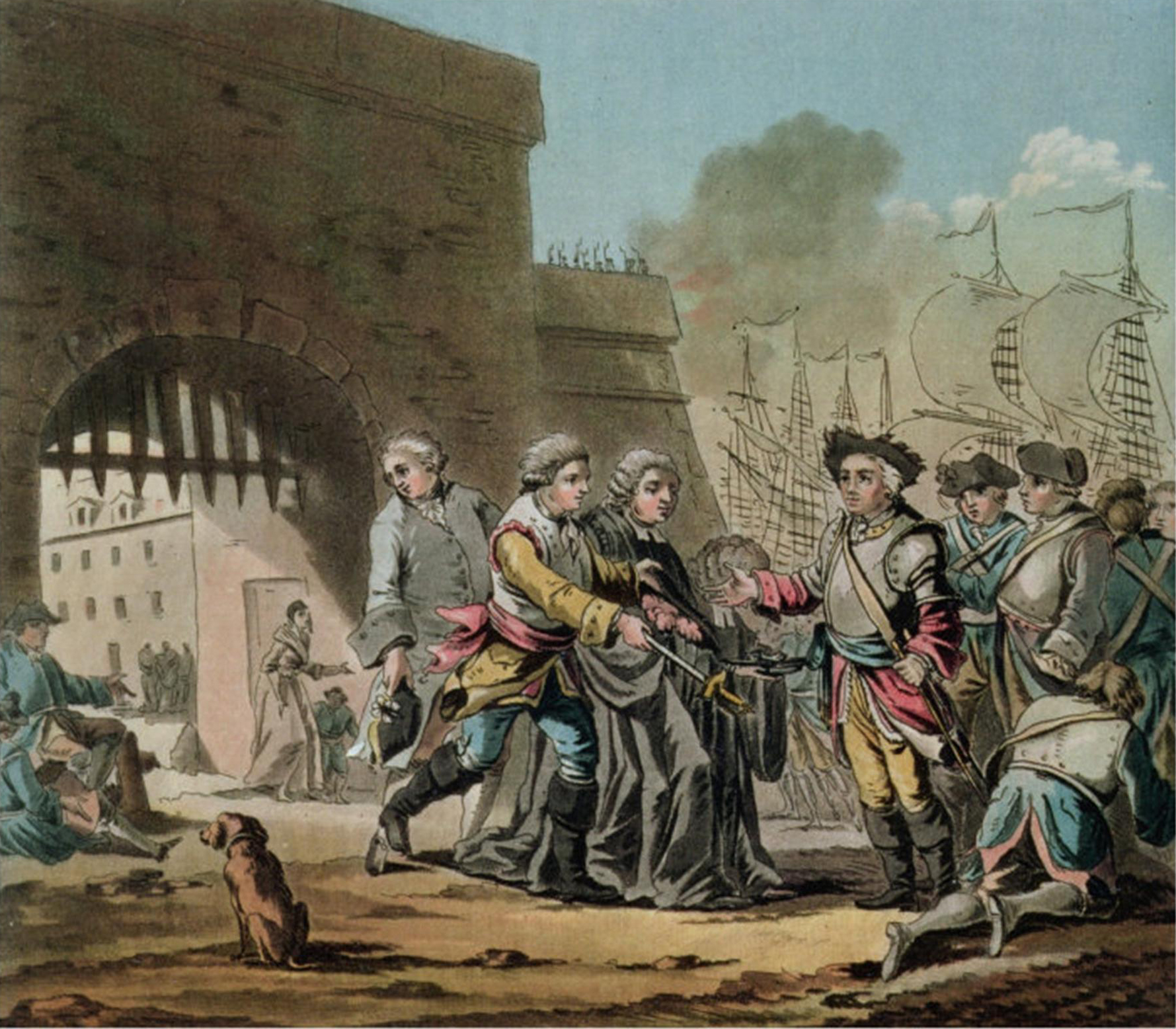
Madras se rend très rapidement à La Bourdonnais ce qui porte un coup terrible à la Compagnie anglaise des Indes.
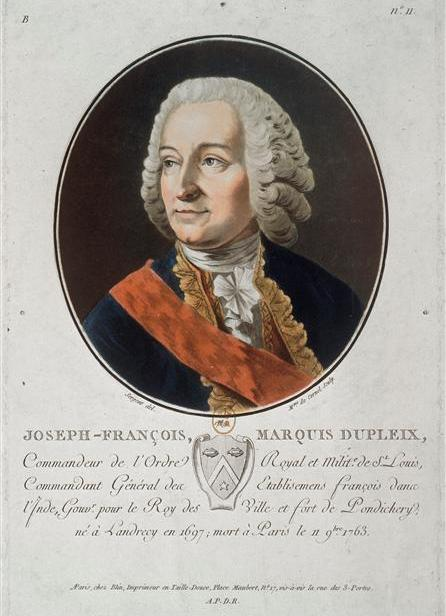
Dupleix se brouille avec La Bourdonnais ce qui le prive de soutien naval, mais il réussit à terminer victorieusement la guerre aux Indes en 1748.

### Sources et bibliographie
: document utilisé comme source pour la rédaction de cet article.
En français
- Michel Vergé-Franceschi, La Marine française au XVIIIe siècle : guerres, administration, exploration, Paris, SEDES, 1996, 448 p. (ISBN 2-7181-9503-7).
- Michel Vergé-Franceschi (dir.), Dictionnaire d'Histoire maritime, éditions Robert Laffont, coll. « Bouquins », 2002.
- Jean Meyer et Martine Acerra, Histoire de la marine française : des origines à nos jours, Rennes, Ouest-France, 1994, 427 p. [détail de l’édition] (ISBN 2-7373-1129-2, BNF 35734655).
- Étienne Taillemite, Dictionnaire des marins français, Paris, Tallandier, coll. « Dictionnaires », octobre 2002, 537 p. [détail de l’édition] (ISBN 978-2847340082).
- Jean Meyer et Jean Béranger, La France dans le monde au XVIIIe siècle, Paris, éditions Sedes, coll. « Regards sur l'histoire », 1993, 380 p. (ISBN 2-7181-3814-9).
- André Zysberg, Nouvelle Histoire de la France moderne, vol. 5 : La monarchie des Lumières, 1715-1786, éditions du Seuil, coll. « Points », 20 juin 2002 (ISBN 978-2-02-019886-8).
- Patrick Villiers, Jean-Pierre Duteil et Robert Muchembled (dir.), L'Europe, la mer et les colonies XVIIe-XVIIIe siècle, Paris, Hachette supérieur, coll. « Carré Histoire » (no 37), 1997, 255 p. (ISBN 2-01-145196-5).
- Lucien Bély, Les relations internationales en Europe, XVIIe-XVIIIe siècle, Presses universitaires de France, coll. « Thémis », 1992, 773 p. (ISBN 2-13-056294-9).
- Jean-Claude Castex, Dictionnaire des batailles navales franco-anglaises, Laval, (Canada), éditions Presses Université de Laval, 2004.
- Guy Le Moing, Les 600 plus grandes batailles navales de l'Histoire, Rennes, Marines Éditions, mai 2011, 620 p. (ISBN 978-2-35743-077-8).
- Philippe Haudrère et Gérard Le Bouëdec, Les Compagnies des Indes, Rennes, Éditions Ouest-France, coll. « Poche histoire », 21 janvier 2010, 156 p. (ISBN 978-2-7373-5290-4).
- Georges Lacour-Gayet, La Marine militaire de la France sous le règne de Louis XV, Honoré Champion éditeur, 1902 (lire en ligne).
- Patrick Villiers et Jean-Pierre Duteil, L’Europe, la mer et les colonies au XVIIe – XVIIIe siècle, Paris, éditions Hachette, coll. « Carré Histoire » (no 37), 1997, 255 p. (ISBN 2-01-145196-5).
- Rémi Monaque, Une histoire de la marine de guerre française, Paris, éditions Perrin, 2016, 526 p. (ISBN 978-2-262-03715-4).

En anglais
- (en) Robert Beatson, Naval and Military Memoirs of Great Britain from 1727 to 1783, vol. 1, Londres, Longman, Hurst, Rees, & Orme, 1804.